# Hazel Green (Alabama)
Hazel Green est une communauté situé dans l’État américain de l'Alabama, dans le comté de Madison.

## Démographie
| 1980  | 1990  | 2000  | 2010  | - | - |
| ----- | ----- | ----- | ----- | - | - |
| 1 503 | 2 208 | 3 805 | 3 630 | - | - |